# Chiến binh phương Bắc
Chiến binh phương Bắc (tiếng Anh: Northmen: A Viking Saga) là một bộ phim hành động sử thi của đạo diễn người Thụy Sĩ Claudio Fäh. Đây là một phim tiếng Anh do hãng Elite Film Produktion AG (Zurich) của Thụy Sĩ sản xuất, đồng sản xuất với Jumping Horse Film GmbH (Đức, Hannover) và Two Oceans Production PTY Ltd. (Nam Phi, Cape Town). Phim dự kiến khởi chiếu tại Việt Nam ngày 14 tháng 11 năm 2014.

## Nội dung
Một nhóm chiến binh Viking, dưới sự lãnh đạo của Asbjörn, bị mắc kẹt trên bờ biển Scotland sau khi con tàu của họ chìm trong một cơn bão. Ở đó, họ bị tấn công bởi những người lính bảo vệ công chúa Inghean, người đang trên đường đến đám cưới của cô. Người Viking đánh bại binh lính và đưa Inghean đi cùng họ, để họ có thể đổi lấy tiền chuộc. Trên đường đi, họ gặp một thầy tu, người trợ giúp họ và trú ẩn. Trong khi đó, cha của Inghean, vua Dunchaid, đã giao nhiệm vụ một lực lượng lính đánh thuê đến đuổi bắt những người Viking và giết con gái ông. Họ biết về âm mưu độc ác của nhà vua muốn giết con gái của mình từ một trong những binh sĩ của nhà vua mà họ bắt được.
Khi bọn lính đánh thuê tấn công tòa tháp, nơi tu sĩ và những chiến binh Viking đang ẩn náu, cả nhóm trốn thoát qua một đường hầm dưới lòng đất. Trên đường bỏ trốn, họ liên tục bị tấn công bởi những kẻ đánh thuê, nhưng cuối cùng những chiến binh Viking đã đánh bại họ. Sau đó, khi chạy đến một vực sâu mà phía dưới là biển rộng, họ bị đuổi kịp và bị bao vây bởi vua Dunchaid và quân đội của ông ta. Asbjörn nhảy xuống biển và lấy một chiếc thuyền được giấu trong một cái hang ra biển. Sau đó, cùng với vị tu sĩ và công chúa Inghean - người đã quyết định đi theo nhóm chiến binh Viking này, những chiến binh Viking còn lại cũng nhảy xuống biển để trèo lên thuyền. Cùng nhau, cả nhóm hướng về phía Danelaw.